# Oliver Ulloth

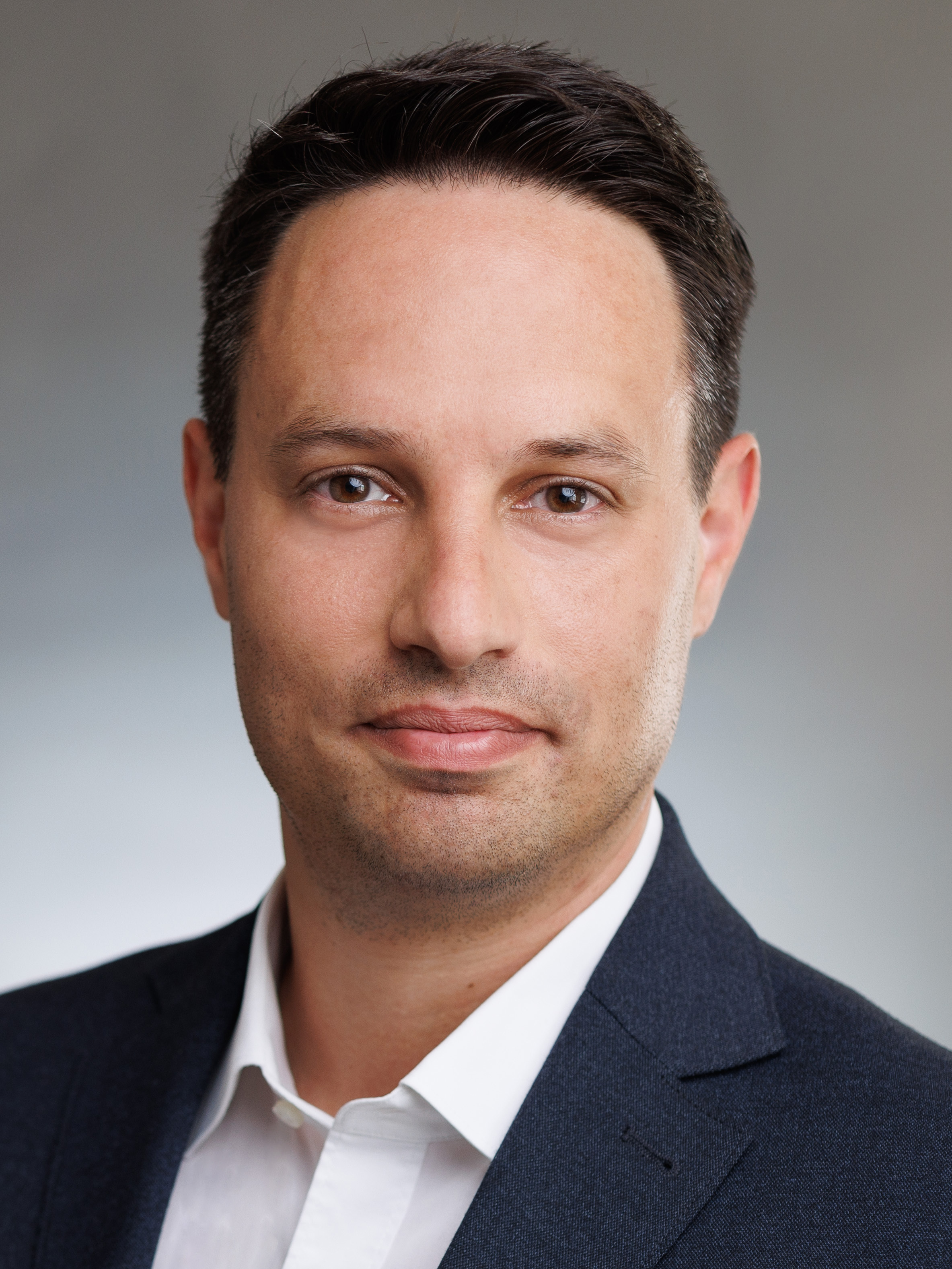
Oliver Ulloth (2022)

Oliver Ulloth (* 1. Dezember 1983 in Kassel) ist ein deutscher Politiker (SPD). Er ist seit 2019 Abgeordneter des Hessischen Landtages.

## Leben
Nach dem Abitur im Jahr 2003 an der Friedrich-List-Schule in Kassel und der Ableistung des Zivildienstes beim Deutschen Roten Kreuz nahm Ulloth im Jahr 2004 ein Studium der Rechtswissenschaft an der Universität Göttingen auf, das er allerdings nicht abschloss. Stattdessen nahm er im Anschluss ein Fernstudium auf, das er als Rechtsreferent abschloss. In den Jahren 2010 bis 2012 arbeitete er parallel dazu in einer Kasseler Rechtsanwaltskanzlei. Seit 2010 ist er in Selbstständigkeit in der Projektierung im Maschinenbau tätig.
In die SPD trat Ulloth im Jahr 2005 ein. Er wurde 2006 Stadtverordneter in Vellmar und 2011 Mitglied im Kreistag des Landkreises Kassel. Bei der Landtagswahl in Hessen 2018 gewann er das Direktmandat im Wahlkreis 1 (Kassel-Land I). Im Landtag ist er seit 2019 Mitglied im Innenausschuss und im Petitionsausschuss sowie seit 2020 im Untersuchungsausschuss zur parlamentarischen Aufarbeitung des Mordes an Walter Lübcke.
Bei der Landtagswahl in Hessen 2023 am 8. Oktober 2023 verlor er das Direktmandat im Wahlkreis 1 (Kassel-Land I), erhielt jedoch ein Mandat über die Landesliste seiner Partei.